# Amazonezwartkeeltrogon
De amazonezwartkeeltrogon (Trogon rufus) is een vogel uit de familie Trogonidae. De soort werd in 1788 door de Duitse natuurwetenschapper Johann Friedrich Gmelin geldig beschreven.

## Verspreiding en leefgebied
Deze soort komt voor van Honduras tot Ecuador, het Amazonebekken en zuidoostelijk Zuid-Amerika en telt drie ondersoorten:
- T. r. rufus: oostelijk Venezuela, de Guiana's en noordelijk Brazilië.
- T. r. sulphureus: zuidoostelijk Colombia, oostelijk Ecuador, noordoostelijk Peru en westelijk Brazilië.
- T. r. amazonicus: noordoostelijk Brazilië.

Sinds 1945 als ondersoort beschouwde taxa van de amazonezwartkeeltrogon:
- T. r. tenellus: van zuidoostelijk Honduras tot noordwestelijk Colombia.
- T. r. cupreicauda: westelijk Colombia en westelijk Ecuador.
- T. r. chrysochloros: zuidelijk Brazilië, Paraguay en noordoostelijk Argentinië.

kregen in 2024 weer de status van aparte soort.

## Status
De grootte van de populatie is in 2019 geschat op 0,5-5 miljoen volwassen vogels. Op de Rode lijst van de IUCN heeft deze soort de status niet bedreigd.